# Naxos (mitologia)
Segons la mitologia grega, Naxos (en grec antic Νάξος), va ser un heroi, epònim de l'illa de Naxos, la més gran de les Cíclades.
Hi havia tres tradicions diferents sobre la seva identitat, segons una, era fill d'Apol·lo i d'Acacalis, i aquesta és la versió cretenca. Una altra el fa cari, fill de Polemó, que dues generacions abans de Teseu, s'havia instal·lat a l'illa al davant d'una colònia de Cària, quan l'illa s'anomenava Día, i va ser Naxos qui li va donar el nom nou. Una altra versió el feia fill d'Endimió i de Selene.